# Aly Attyé
Aly Attyé (ur. 29 stycznia 1964) – senegalski judoka. Dwukrotny olimpijczyk. Zajął 20. miejsce w Seulu 1988, w wadze półśredniej. W Barcelonie 1992 zajął 21. miejsce, w wadze średniej.
Uczestnik mistrzostw świata w 1997 i Pucharu Świata w 1991 i 1998. Brązowy medalista igrzysk afrykańskich w 1999 roku.

## Letnie Igrzyska Olimpijskie 1988
| Konkurencja | Eliminacje            | Klas. końcowa |
| Konkurencja | Przeciwnik 1          | Miejsce       |
| ----------- | --------------------- | ------------- |
| 78 kg       | Gastón García (ARG) P | 20.           |

## Letnie Igrzyska Olimpijskie 1992
| Konkurencja | Eliminacje           | Klas. końcowa |
| Konkurencja | Przeciwnik 1         | Miejsce       |
| ----------- | -------------------- | ------------- |
| 86 kg       | Sandro López (ARG) P | 21.           |